# Гуткнехт, Эдуард
Эдуа́рд Гу́ткнехт (нем. Eduard Gutknecht; 19 марта 1982 года, Жетысай) — немецкий боксёр второй средней и полутяжёлой весовых категорий. В первой половине 2000-х годов выступал за сборную Германии на любительском уровне, принимал участие в чемпионатах Европы и мира, победитель и призёр нескольких турниров международного значения. Начиная с 2006 года боксирует среди профессионалов, владел титулами интерконтинентального чемпиона ВБО (2009), чемпиона ЕБС (2011—2013), интерконтинентального чемпиона ВБА (2013).

## Биография
Родился 19 марта 1982 года в городе Жетысай Казахской ССР, однако в одиннадцать лет вместе с семьёй переехал на историческую родину в Германию (в рамках программы по репатриации этнических немцев).
Активно заниматься боксом начал в возрасте тринадцати лет, проходил подготовку в Гифхорне под руководством тренера русского происхождения Михаила Грачёва.

### Любительская карьера
Впервые заявил о себе 1999 году, выступив на юниорском чемпионате Европы в Хорватии, где добрался до стадии четвертьфиналов и со счётом 3:14 уступил россиянину Сергею Казанцеву. Первого серьёзного успеха добился в 2000 году, когда на юниорском чемпионате мира в Будапеште дошёл до финала и завоевал тем самым серебряную медаль — в решающем матче среднего веса со счетом 17:17+ проиграл другому представителю России Денису Чернышу.
На взрослом международном уровне дебютировал в 2002 году на чемпионате Европы в Перми — боксировал во втором среднем весе, тем не менее, в первом же своём поединке со счётом 18:26 уступил поляку Петру Вильчевскому. При этом на чемпионате Германии он дошёл до полуфинала, где его остановил конкурент по сборной Себастьян Збик, будущий чемпион мира среди профессионалов.
В 2003 и 2005 годах Гуткнехт дважды выигрывал немецкое национальное первенство, в финалах брал верх над Лукашем Вилашеком и Йоргом Розомкевичем. Принимал участие в программе чемпионата мира в Мяньяне, однако уже в 1/8 финала 30:31 проиграл французу Мамаду Дьямбану. Также в этом сезоне получил бронзовую медаль на чемпионате мира среди военнослужащих в Претории и стал чемпионом Кубка химии, где в частности со счётом 17:13 сенсационно одержал победу над титулованным представителем Казахстана Геннадием Головкиным. Всего в любительском олимпийском боксе он провёл 157 боёв, из них 124 выиграл.

### Профессиональная карьера
В марте 2006 года Гуткнехт заключил контракт с гамбургской промоутерской компанией Spotlight Boxing и в мае дебютировал на профессиональном ринге — на боксёрском шоу в Мюнхене в андеркарте противостояния Юргена Бремера и Марио Файта встречался с малоизвестным словаком Лубо Хантаком и в четырёх раундах победил его единогласным решением судей. В течение последующих двух лет провёл множество победных поединков, хотя за пределы Германии он не выезжал, и большинство его соперников имели отрицательный рекорд. В ноябре 2008 года завоевал титул чемпиона Германии во второй средней весовой категории.
Имея к 2009 году 16 побед без единого поражения, в том числе победу над опытным американцем Рубином Уильямсом, Гуткнехт завоевал и защитил титул интерконтинентального чемпиона по версии Всемирной боксёрской организации (ВБО). Благодаря череде удачных выступлений значительно поднялся в рейтингах организации и удостоился права оспорить титул чемпиона мира ВБО во втором среднем весе. Титульный бой против действующего чемпиона Роберта Штиглица состоялся в апреле 2010 года, поединок продлился все двенадцать раундов — в пятом раунде с Гуткнехта сняли одно очко, и в итоге он проиграл единогласным судейским решением 108—119, 110—117, 111—117.
Потерпев первое в профессиональной карьере поражение, в начале 2011 года Эдуард Гуткнехт переехал в Берлин и присоединился к промоушену Sauerland Event. Поднявшись в полутяжёлую весовую категорию, уже в мае того же года вышел боксировать против чемпиона Европейского боксёрского союза (ЕБС) британца Дэнни Макинтоша и забрал у него титул с победой техническим нокаутом в восьмом раунде. Впоследствии трижды защитил полученный пояс ЕБС, по очкам взял верх над итальянцем Лоренцо ди Джакомо, украинцем Вячеславом Узелковым и французом Тони Аверланом.
В феврале 2012 года Гуткнехт встретился с опытнейшим Юргеном Бремером, при этом на кону стоял принадлежавший ему титул ЕБС, а также вакантный титул интернационального чемпиона ВБО. Бремер доминировал во всех двенадцати раундах, и судьи единодушно отдали победу ему. Лишившись титула европейского чемпиона, в следующем поединке Гуткнехт выиграл титул интернационального чемпиона по версии Всемирной боксёрской ассоциации (ВБА) в полутяжёлом весе, одолев по очкам малоизвестного уругвайца Ричарда Видаля. Кроме того, в 2013 году встречался с россиянином Дмитрием Сухотским, уже в ранних раундах на его левом глазу образовалась серьёзная гематома, и в пятом раунде после консультации с врачом рефери принял решение остановить поединок, засчитав поражение техническим нокаутом.
В марте 2016 года вновь встретился в Юргеном Бремером, на сей раз в поединке за титул чемпиона мира по версии ВБА, но вновь проиграл ему единогласным решением судей.
18 ноября 2016 Гуткнехт провел 12-раундовый поединок против Джорджа Гроувса, за титул чемпиона мира по версии WBA International во втором среднем весе, в результате уступил по единогласному решению судей. После боя, Гуткнехт почувствовал себя плохо, после чего был госпитализирован с кровоизлиянием в мозг. В апреле 2017 был объявлен вердикт врачей, что боксер никогда полностью не восстановится от последствий тяжелой черепно-мозговой травмы.

## Статистика профессиональных боёв
В таблице перечислены результаты всех поединков боксёров.
В каждой строке указан результат поединка. Дополнительно номер поединка обозначен цветом, который обозначает итог поединка. Расшифровка обозначений и цветов представлена в нижеследующей таблице.
| Пример | Расшифровка                     |
| ------ | ------------------------------- |
|        | Победа                          |
|        | Ничья                           |
|        | Поражение                       |
|        | Планируемый поединок            |
|        | Поединок признан несостоявшимся |
| КО     | Нокаут                          |
| ТКО    | Технический нокаут              |
| PTS    | Решение судей (по очкам)        |
| UD     | Единогласное решение судей      |
| MD     | Решение большинства судей       |
| SD     | Раздельное решение судей        |
| RTD    | Отказ от продолжения боя        |
| DQ     | Дисквалификация                 |
| NC     | Поединок признан несостоявшимся |

| 36 | 18 ноября 2016   | Джордж Гроувс (24-3)             | Уэмбли Арена, Лондон, Англия, Великобритания | UD (12)   | Бой за титул чемпиона по версии WBA International во втором среднем весе (2-я защита Гроувса). Счёт: 110-119, 109-119, 109-119. |
| 35 | 18 июня 2015     | Артем Редько (20-4-3)            | Гифхорн, Германия                            | KO 3 (8)  | |
| 34 | 12 марта 2016    | Юрген Бремер (47-2-0)            | Нойбранденбург, Германия                     | UD (12)   | Бой за титул чемпиона мира по версии WBA в полутяжёлом весе (6-я защита Бремера). Счёт: 110-118, 111-116, 111-116.              |
| 33 | 21 ноября 2015   | Арман Торосян (16-2-1)           | Ганновер, Германия                           | TKO 4 (8) | |
| 32 | 11 июля 2015     | Слависа Симойнович (17-11-0)     | Бестензе, Германия                           | RTD5 (8)  | |
| 31 | 2 мая 2015       | Стив Крёкель (19-25-3)           | Берлин, Германия                             | TKO3 (8)  | |
| 30 | 15 ноября 2014   | Кристиан Павлак (20-6-1)         | Гамбург, Германия                            | TKO3 (8)  | |
| 29 | 3 мая 2014       | Пабло Соса (3-3-2)               | Берлин, Германия                             | SD8 (8)   | |
| 28 | 23 ноября 2013   | Дмитрий Сухотский (20-2-0)       | Бамберг, Германия                            | TKO5 (12) | |
| 27 | 8 июня 2013      | Ричард Видаль (14-3-1)           | Берлин, Германия                             | UD12 (12) | Бой за вакантный титул WBA Inter-Continental.                                                                                   |
| 26 | 2 февраля 2013   | Юрген Бремер (38-2-0)            | Берлин, Германия                             | UD12 (12) | Бой за вакантный титул WBO International 4-я защита титула EBU.                                                                 |
| 25 | 31 марта 2012    | Тони Аверлан (17-5-2)            | Киль, Германия                               | SD12 (12) | 3-я защита титула EBU. |
| 24 | 4 февраля 2012   | Вячеслав Узелков (25-1-0)        | Франкфурт, Германия                          | UD12 (12) | 2-я защита титула EBU. |
| 23 | 16 июля 2011     | Лоренцо ди Джакомо (41-4-1)      | Мюнхен, Германия                             | UD12 (12) | 1-я защита титула EBU. |
| 22 | 7 мая 2011       | Дэнни Макинтош (13-1-0)          | Нойбранденбург, Германия                     | TKO8 (12) | Бой за титул EBU. |
| 21 | 12 февраля 2011  | Александр Червяк (9-1-0)         | Мюльхайм, Германия                           | UD8 (8)   | |
| 20 | 17 июля 2010     | Михал Билак (19-13-0)            | Шверин, Германия                             | RTD2 (8)  | |
| 19 | 17 апреля 2010   | Роберт Штиглиц (37-2-0)          | Магдебург, Германия                          | UD12 (12) | Бой за титул WBO. |
| 18 | 4 декабря 2009   | Кароль Балжай (21-1-0)           | Зёльден, Австрия                             | SD12 (12) | 1-я защита титула WBO Inter-Continental.                                                                                        |
| 17 | 22 августа 2009  | Жосиваль Лима Тейксейра (13-3-0) | Будапешт, Венгрия                            | UD12 (12) | Бой за вакантный титул WBO Inter-Continental.                                                                                   |
| 16 | 7 февраля 2009   | Рубин Уильямс (29-5-1)           | Росток, Германия                             | TKO5 (8)  | |
| 15 | 22 ноября 2008   | Кристиан Павлак (9-2-0)          | Росток, Германия                             | UD10 (10) | Бой за титул чемпиона Германии.                                                                                                 |
| 14 | 29 августа 2008  | Филипп Менди (5-10-2)            | Дюссельдорф, Германия                        | MD8 (8)   | |
| 13 | 31 мая 2008      | Жозе Хильтон дус Сантуш (25-9-1) | Дюссельдорф, Германия                        | UD8 (8)   | |
| 12 | 8 марта 2008     | Валентин Антонио Очоа (18-6-1)   | Крефельд, Германия                           | UD8 (8)   | |
| 11 | 13 ноября 2007   | Лорен Жури (13-13-0)             | Гёппинген, Германия                          | UD8 (8)   | |
| 10 | 15 сентября 2007 | Роман Ваницкий (5-13-0)          | Росток, Германия                             | UD8 (8)   | |
| 9  | 14 июля 2007     | Кристиан Павлак (5-1-0)          | Гамбург, Германия                            | UD6 (6)   | |
| 8  | 18 мая 2007      | Йозеф Совиюс (2-30-2)            | Гифхорн, Германия                            | KO2 (6)   | |
| 7  | 30 марта 2007    | Маджид бен Дрисс (7-17-2)        | Кёльн, Германия                              | UD6 (6)   | |
| 6  | 27 февраля 2007  | Габор Жалек (5-4-1)              | Куксхафен, Германия                          | TKO2 (6)  | |
| 5  | 27 января 2007   | Золтан Каллаи (10-12-4)          | Дюссельдорф, Германия                        | KO4 (6)   | |
| 4  | 21 октября 2006  | Рихард Ремен (2-18-0)            | Галле, Германия                              | TKO1 (6)  | |
| 3  | 22 августа 2006  | Габриэль Ботош (3-39-3)          | Гамбург, Германия                            | TKO2 (4)  | |
| 2  | 29 июля 2006     | Андрей Столяров (1-4-0)          | Оберхаузен, Германия                         | KO1 (4)   | |
| 1  | 27 мая 2006      | Лубо Хантак (0-8-0)              | Мюнхен, Германия                             | UD4 (4)   | Профессиональный дебют Гуткнехта.                                                                                               |